# Riley Cote
Riley D. Cote (* 16. März 1982 in Winnipeg, Manitoba) ist ein ehemaliger kanadischer Eishockeyspieler und derzeitiger -trainer, der im Verlauf seiner aktiven Karriere zwischen 1998 und 2010 unter anderem 159 Spiele für die Philadelphia Flyers in der National Hockey League auf der Position des linken Flügelstürmers bestritten hat. Seit seinem Karriereende ist Cote als Trainer im Franchise der Philadelphia Flyers angestellt und arbeitet seit Sommer 2014 als Assistenztrainer bei den Lehigh Valley Phantoms in der American Hockey League.

## Karriere
Riley Cote begann seine Karriere 1998 bei den Prince Albert Raiders. Mit der Mannschaft spielte er insgesamt vier Jahre lang in der Western Hockey League. Obwohl er nie in einem NHL Entry Draft ausgewählt wurde, gaben die Toronto Maple Leafs dem Kanadier 2002 die Möglichkeit am Trainingscamp der NHL-Mannschaft teilzunehmen. Dort gelang es dem Angreifer sich zu empfehlen und erhielt einen Einjahresvertrag beim damaligen Farmteam der Maple Leafs aus der Central Hockey League, den Memphis RiverKings. In der Saison 2002/03 durfte Cote zudem sechs Mal für die höher spielenden St. John’s Maple Leafs aus der American Hockey League auflaufen. Sein Vertrag bei den Leafs wurde dennoch nicht verlängert, so dass Cote einen Vertrag bei den Syracuse Crunch, dem Farmteam der Columbus Blue Jackets, aus der AHL unterschrieb. Anschließend nahm er am Trainingscamp der Blue Jackets teil. Dort konnte er sich allerdings nicht durchsetzen, so dass er wieder für Syracuse spielte. Aufgrund einer Augenverletzung verbrachte Cote schließlich einen Großteil der Saison beim ECHL-Farmteam von Syracuse, den Dayton Bombers.
Für die Saison 2004/05 erhielt Cote einen Probevertrag bei den Philadelphia Phantoms, dem Farmteam der Philadelphia Flyers, und während der Saison schließlich einen Zwei-Wege-Vertrag. Mit seiner neuen Mannschaft gewann er gleich im ersten Anlauf den Calder Cup. Kurz nach Saisonende erhielt er bei den Phantoms einen Vollzeitvertrag. Nachdem er bereits in den Jahren 2005 und 2006 an zwei Trainingscamps der Flyers teilgenommen hatte, erhielt Cote für die Saison 2006/07 einen Zwei-Wege-Vertrag beim NHL-Klub. Gegen Ende der Spielzeit gab er sein Debüt in der National Hockey League. Am 2. Juni 2008 erhielt Cote einen neuen Dreijahresvertrag von den Flyers.
Anfang August 2010 gab Cote im Alter von 28 Jahren seinen Rücktritt vom professionellen Eishockeysport bekannt. Er wurde jedoch weiter in der Organisation der Philadelphia Flyers eingebunden und war zunächst vier Jahre lang Assistenztrainer der Adirondack Phantoms in der AHL. Seit Sommer 2014 ist Riley Cote Assistenztrainer des Nachfolgeteams Lehigh Valley Phantoms.

## Erfolge und Auszeichnungen
- 2003 Ray-Miron-President’s-Cup-Gewinn mit den Memphis RiverKings
- 2005 Calder-Cup-Gewinn mit den Philadelphia Phantoms

## Karrierestatistik
(Legende zur Spielerstatistik: Sp oder GP = absolvierte Spiele; T oder G = erzielte Tore; V oder A = erzielte Assists; Pkt oder Pts = erzielte Scorerpunkte; SM oder PIM = erhaltene Strafminuten; +/− = Plus/Minus-Bilanz; PP = erzielte Überzahltore; SH = erzielte Unterzahltore; GW = erzielte Siegtore; 1 Play-downs/Relegation; Kursiv: Statistik nicht vollständig)